# Naotake Hanyu
Naotake Hanyu (羽生 直剛, Hanyu Naotake) est un footballeur japonais né le 22 décembre 1979 à Chiba au Japon.